# Guildford
Guildford é uma cidade do condado de Surrey (Inglaterra), com 56 652 hab. Durante a dinastia Plantageneta foi, algumas vezes, residência da corte. Também é conhecida por ser a cidade onde Lewis Carroll morreu e onde nasceu a atriz Lili Colins, filha do músico Phil Collins e sua segunda esposa Jill Tavelman.

## Pontos de interesse
- Clandon Park, uma casa do século XVIII localizada ao sul da cidade
- Loseley Park
- Hatchlands Park
- Guildford Castle
- Guildford Cathedral
- Painshill Park
- Dapdune Wharf
- The Guildhall
- Igreja de Santa Maria, que conserva numerosos frescos
- Edifício da Câmara Municipal (Town Hall)
- Loseley House, rodeada por um parque aberto ao público (Loseley Park).
- Hello Games empresa Indie de desenvolvimento de jogos eletrônicos